# Coalgate (Skandal)
Coalgate ist ein indischer Skandal um Kohleabbaurechte in der Regierungszeit von Manmohan Singh von 2004 bis 2009. Aufgedeckt wurde er vom Indischen Rechnungshof. Auszüge aus dem Bericht wurden von der Times of India am 22. März 2012 veröffentlicht. Dabei wird festgehalten, dass dem indischen Staat etwa 207 Milliarden Dollar entgangen seien, weil der indische Staat die Bergbaurechte nicht öffentlich ausschrieb. Die Bodenschätze umfassen circa 33 Milliarden Tonnen Kohle und 155 Minen. Außer Singh werden auch Personen aus der Privatwirtschaft beschuldigt, in den Skandal verwickelt zu sein: Ratan Tata (CEO der Tata-Gruppe), Anil Agarwal (Vorsitzender der Vedanta-Gruppe), Lakshmi Mittal (CEO der Arcelor Mittal) und Kumar Birla (CEO der Aditya Birla Group). Insgesamt sind mehr als einhundert Unternehmen in den Skandal verwickelt.
Im Indischen Parlament hat die Opposition die Beratungen verhindert und stattdessen den ganzen Bericht des Rechnungshofes verlangt. Auf Twitter war der Hashtag #Coalgate am Tag der Veröffentlichung der meist getwitterte Hashtag. Dabei waren viele wütend oder machten sich über Coalgate lustig. Der Minister of State Sriprakash Jaiswal, der auch stellvertretend für Manmohan Singh für das Ministry of Coal zuständig ist, sagte, dass so ein Vorgehen nicht weiter schlimm sei, sondern nur Politik wäre. Hätten die Unternehmen in einer Auktion mit geboten, wären höhere Preise entstanden und diese wären an die Konsumenten weitergereicht worden.